# Michelle Karvinen
Michelle Karvinen (née le 27 mars 1990 à Rødovre) est une joueuse dano-finlandaise de hockey sur glace. 
Elle évolue en ligue élite féminine en tant qu'attaquante. 
Elle a remporté trois médailles de bronze olympiques aux Jeux olympiques de Vancouver en 2010, Jeux olympiques de Pyeongchang en 2018 et aux Jeux olympiques de Pékin en 2022. Karvinen a également six médailles à l'occasion des championnats du monde : cinq en bronze et une en argent. 
Elle a remporté trois fois le championnat élite suédois avec le club du Luleå HF en 2008, 2009 et 2018. Par la suite, elle remporte le championnat élite suisse en 2021 avec l'équipe de Lugano Ladies-Team. 

## Biographie

### Jeunesse et formation
Elle naît et grandit à Rødovre, au Danemark, a vécu aux États-Unis pendant trois ans.

### Carrière internationale
Avec l'équipe de Finlande féminin de hockey sur glace, elle remporte la médaille de bronze aux championnats du monde 2011 et 2015 et obtient la médaille de bronze aux Jeux olympiques d'hiver de 2010 à Vancouver et en 2018 à Pyeongchang.

## Statistiques

### En club
| Saison    | Équipe                           | Ligue          |    | Saison régulière | Saison régulière | Saison régulière | Saison régulière | Saison régulière |   | Séries éliminatoires | Séries éliminatoires | Séries éliminatoires | Séries éliminatoires | Séries éliminatoires |
| Saison    | Équipe                           | Ligue          | PJ | B                | A                | Pts              | Pun              | PJ               | B | A                    | Pts                  | Pun                  |                      |                      |
| 2004-2005 | Rødovre                          | Danemark       | -  | -                | -                | -                | -                | 2                | 2 | 0                    | 2                    | 4                    |                      |                      |
| 2005-2006 | Rødovre                          | Danemark       | 8  | 29               | 22               | 51               | 2                | -                | - | -                    | -                    | -                    |                      |                      |
| 2006-2007 | Rødovre                          | Danemark       | 7  | 31               | 12               | 43               | 6                | -                | - | -                    | -                    | -                    |                      |                      |
| 2007-2008 | Espoo Blues                      | SM-Sarja       | 17 | 30               | 32               | 62               | 10               | 9                | 8 | 10                   | 18                   | 16                   |                      |                      |
| 2008-2009 | Espoo Blues                      | SM-Sarja       | 22 | 33               | 48               | 81               | 22               | 6                | 8 | 8                    | 16                   | 6                    |                      |                      |
| 2009-2010 | Rødovre                          | Danemark       | 13 | 29               | 9                | 38               | 4                | -                | - | -                    | -                    | -                    |                      |                      |
| 2010-2011 | Rødovre                          | Danemark       | 13 | 43               | 17               | 60               | 10               | -                | - | -                    | -                    | -                    |                      |                      |
| 2011-2012 | Fighting Hawks du Dakota du Nord | NCAA           | 36 | 24               | 37               | 61               | 65               |                  |   |                      |                      |                      |                      |                      |
| 2012-2013 | Fighting Hawks du Dakota du Nord | NCAA           | 27 | 18               | 29               | 47               | 28               |                  |   |                      |                      |                      |                      |                      |
| 2013-2014 | Fighting Hawks du Dakota du Nord | NCAA           | 24 | 14               | 9                | 23               | 20               |                  |   |                      |                      |                      |                      |                      |
| 2015-2016 | Luleå HF                         | SDHL           | 36 | 37               | 42               | 79               | 26               | 7                | 4 | 4                    | 8                    | 4                    |                      |                      |
| 2016-2017 | Luleå HF                         | SDHL           | 31 | 30               | 40               | 70               | 20               | 4                | 4 | 2                    | 6                    | 4                    |                      |                      |
| 2017-2018 | Luleå HF                         | SDHL           | 34 | 30               | 38               | 68               | 26               | 7                | 5 | 10                   | 15                   | 2                    |                      |                      |
| 2018-2019 | Luleå HF                         | SDHL           | 26 | 25               | 31               | 56               | 24               | 11               | 5 | 13                   | 18                   | 20                   |                      |                      |
| 2019-2020 | Luleå HF                         | SDHL           | 25 | 19               | 22               | 41               | 14               | 6                | 4 | 8                    | 12                   | 6                    |                      |                      |
| 2020-2021 | HC Lugano Ladies-Team            | Women's League | 16 | 27               | 22               | 49               | 20               | 8                | 5 | 7                    | 12                   | 8                    |                      |                      |
| 2020-2021 | KRS Vanke Rays                   | JHL            | 0  | 0                | 0                | 0                | 0                | 3                | 3 | 0                    | 3                    | 4                    |                      |                      |
| 2021-2022 | KRS Vanke Rays                   | JHL            | 10 | 6                | 7                | 13               | 12               | 7                | 5 | 6                    | 11                   | 6                    |                      |                      |
| 2021-2022 | Malmö Redhawks                   | Division 1 (W) | 10 | 26               | 21               | 47               | 18               | -                | - | -                    | -                    | -                    |                      |                      |
| 2022-2023 | Frölunda HC                      | Division 1 (W) | 20 | 62               | 52               | 114              | 6                | -                | - | -                    | -                    | -                    |                      |                      |

### En équipe nationale
| Année | Équipe   | Compétition          |   | PJ | B | A | Pts | Pun                |  | Résultat |
| 2009  | Finlande | Championnat du monde | 5 | 5  | 2 | 7 | 6   | Médaille de bronze |  |          |
| 2010  | Finlande | Jeux olympiques      | 5 | 1  | 2 | 3 | 4   | Médaille de bronze |  |          |
| 2011  | Finlande | Championnat du monde | 6 | 4  | 4 | 8 | 8   | Médaille de bronze |  |          |
| 2012  | Finlande | Championnat du monde | 6 | 0  | 5 | 5 | 4   | Quatrième          |  |          |
| 2013  | Finlande | Championnat du monde | 6 | 3  | 1 | 4 | 4   | Quatrième          |  |          |
| 2014  | Finlande | Jeux olympiques      | 6 | 5  | 2 | 7 | 4   | Cinquième          |  |          |
| 2015  | Finlande | Championnat du monde | 4 | 2  | 4 | 6 | 2   | Médaille de bronze |  |          |
| 2016  | Finlande | Championnat du monde | 6 | 4  | 1 | 5 | 2   | Quatrième          |  |          |
| 2017  | Finlande | Championnat du monde | 6 | 1  | 4 | 5 | 8   | Médaille de bronze |  |          |
| 2018  | Finlande | Jeux olympiques      | 6 | 3  | 3 | 6 | 2   | Médaille de bronze |  |          |
| 2019  | Finlande | Championnat du monde | 7 | 3  | 4 | 7 | 2   | Médaille d'argent  |  |          |
| 2021  | Finlande | Championnat du monde | 7 | 0  | 6 | 6 | 0   | Médaille de bronze |  |          |
| 2022  | Finlande | Jeux olympiques      | 7 | 3  | 4 | 7 | 2   | Médaille de bronze |  |          |
| 2022  | Finlande | Championnat du monde | 7 | 0  | 3 | 3 | 0   | Sixième place      |  |          |

## Trophées et honneurs personnels

### SM-Sarja
- 2007-2008 :
  - Nommée dans l'équipe d'étoiles de la SM-Sarja
  - Championne de la ligue élite avec l'Espoo Blues
- 2008-2009 :
  - Meilleure joueuse de la ligue (Trophée Riikka Nieminen)
  - Meilleure attaquante de la ligue (Trophée Katja Riipi)
  - Meilleure buteuse de la saison (Trophée Tiia Reima)
  - Meilleure pointeuse de la saison (Trophée Marianne Ihalainen)
  - Championne de la ligue élite avec l'Espoo Blues
  - Nommée dans l'équipe d'étoiles de la SM-Sarja

### SDHL
- 2015-2016 :
  - Joueuse étrangère ayant inscrit le plus de points (79)
  - Meilleure joueuse des séries éliminatoires
  - Meilleure Plus/Minus de la saison (+58)
  - Meilleure pointeuse de la saison (79)
  - Joueuse ayant inscrit le plus d'aides (42)
  - Championne de la ligue avec le Luleå HF
- 2016-2017 :
  - Meilleure pointeuse de la saison (70)
  - Joueuse ayant inscrit le plus d'aides (40)
- 2017-2018 :
  - Attaquante de l'année
  - Meilleure Plus/Minus de la saison (+56)
  - Championne de la ligue avec le Luleå HF
  - Meilleure pointeuse de la saison (68)
  - Meilleure pointeuse des séries (15)
  - Joueuse ayant inscrit le plus d'assistances en saison (38)
- 2018-2019 :
  - Meilleure pointeuse des séries (13)
  - Joueuse ayant inscrit le plus d'assistances en série (18)
  - Championne de la ligue avec le Luleå HF

### Women's League
- Championne de la saison 2020-2021 avec le club Lugano Ladies-Team.
- Meilleure pointeuse (49), buteuse (27) et joueuse avec aides (22) de la saison régulière.
- Meilleure buteuse et pointeuse des séries éliminatoires.

### En équipe nationale
- Championnat du monde 2009 : Sélectionnée dans l'équipe d'étoiles du tournoi.
- Championnat du monde 2011 : Sélectionnée dans l'équipe d'étoiles du tournoi.
- Championnat du monde 2013 : Nommée dans le Top 3 des joueuses de son équipe.
- Jeux olympiques de 2014 : Nommée meilleure attaquante du tournoi, meilleure buteuse (5) et meilleure pointeuse (7).
- Championnat du monde 2016 : Nommée dans le Top 3 des joueuses de son équipe.
- Championnat du monde 2017 :  Nommée dans le Top 3 des joueuses de son équipe.
- Championnat du monde 2019 : Nommée dans l'équipe d'étoiles du tournoi et dans le Top 3 des joueuses de son équipe.
- Championnat du monde 2021 : Nommée dans le Top 3 des joueuses de son équipe.